# Mouvements anti-japonais en Chine de 2005
 (septembre 2009).
Si vous disposez d'ouvrages ou d'articles de référence ou si vous connaissez des sites web de qualité traitant du thème abordé ici, merci de compléter l'article en donnant les références utiles à sa vérifiabilité et en les liant à la section « Notes et références ».

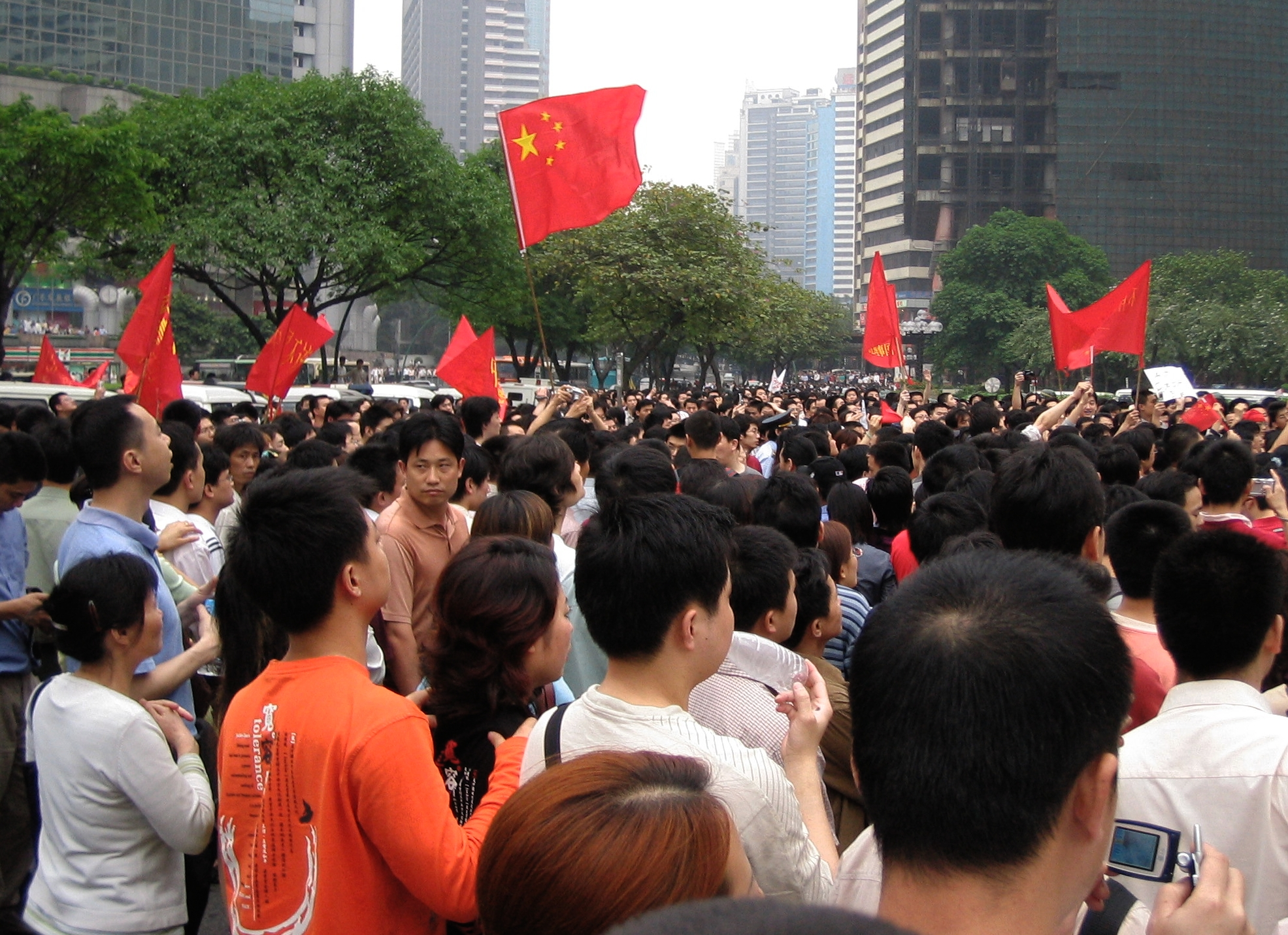
Manifestation anti-japonaise devant le Garden Hotel

Les mouvements antijaponais en Chine de 2005 sont une série de manifestations antijaponaises survenues en 2005 en république populaire de Chine.

## Causes
Les organisateurs des manifestations mettent en avant les motifs suivants :
- L'éventualité pour le Japon de devenir membre permanent au Conseil de sécurité des Nations unies ;
- un manuel scolaire d'histoire japonais considéré comme partial (voir Guerre des manuels) ;
- les visites officielles répétées du premier ministre Jun'ichirō Koizumi au sanctuaire de Yasukuni
- la souveraineté controversée des Îles Senkaku (en Chinois, Îles Diaoyutai) ;
- l'exploitation des ressources énergétiques de la mer de Chine orientale.

Certains observateurs estiment également que l'éducation antijaponaise qui serait pratiquée en Chine aurait eu un poids déterminant dans le déclenchement de ces événements.

## Chronique
Le 26 mars, une campagne de signature antijaponaise est faite à Shenzhen.
Le 2 avril, à Chengdu, la foule attaque le grand magasin japonais, Itōyōkadō. Plusieurs vitres sont détruites.
Le 9 avril, à Pékin, plus de 10 000 personnes manifestent. Ils se rassemblent dans le quartier Zhongguancun puis marchent jusqu'à l'ambassade du Japon. Des participants lancent des pierres, des bouteilles d'eau et des œufs sur les murs et les vitres de l'ambassade qui volent en éclats. Plusieurs restaurants japonais sont également endommagés. À Shanghaï, dans un restaurant, trois étudiants japonais sont agressés par des Chinois à coups de bouteilles de bière, quoique la police de Shanghaï nie que ce dernier incident soit lié aux manifestations anti-Japon.
Le 10 avril, une manifestation de 10 000 personnes se déroule à Hong Kong. Le même jour, 1000 Chinois manifestent à Shenzhen.
Le 16 avril enfin, à Shanghaï, plus de 10 000 personnes se rassemblent devant le consulat du Japon et certaines lancent des pierres et des bouteilles d'eau. À Pékin, des restaurants et des voitures japonais sont prises pour cible.
Ces manifestations sans autorisation ont été organisées par le biais de plusieurs sites Internet et la plupart des participants étaient de jeunes Chinois.

## Réactions du Japon et de la Chine
La police chinoise n'est pas intervenue pour arrêter les lanceurs de pierres sur l'ambassade et le consulat, en violation de la Convention de Vienne sur les relations consulaires de 1963.
Tokyo a demandé des excuses et le dédommagement des dégradations, mais Pékin a refusé, considérant que ces dégâts étaient de la responsabilité du Japon.
La majorité des Chinois n'est pas informée de l'existence de ces actes de violence.
Au Japon, depuis ces manifestations, les panneaux de l'ambassade de la Chine ont été salis avec de la peinture. Pékin a demandé, à son tour à Tokyo, excuses et dédommagements.